# L'Herbe du rat
Pour plus de détails, voir Fiche technique et Distribution.
L'Herbe du rat (en portugais : A Erva do Rato) est un film brésilien réalisé par Júlio Bressane et sorti en 2008.

## Fiche technique
- Titre : L'Herbe du rat
- Titre original : portugais : A Erva do Rato
- Réalisation : Júlio Bressane
- Scénario : Júlio Bressane, Rosa Dias d'après les nouvelles A Causa Secreta et Um Esqueleto de Machado de Assis
- Musique : Guilherme Vaz
- Photographie : Walter Carvalho
- Montage : Rodrigo Lima
- Société de production : República Pureza Filmes
- Société de distribution : Les Films du Paradoxe (France)
- Pays :  Brésil
- Genre : Drame
- Durée : 80 minutes
- Dates de sortie : 
  -  Brésil : 25 septembre 2008 (festival international du film de Rio de Janeiro), 26 janvier 2009
  -  France : 10 juin 2009

## Distribution
- Alessandra Negrini : l'homme
- Selton Mello : la femme

## Sélection
- Festival des trois continents 2008[1]